# Buffalo Bob Smith
Buffalo Bob Smith (nacido Robert Emil Schmidt; Búfalo, Nueva York; 27 de noviembre de 1917-Hendersonville, Carolina del Norte; 30 de julio de 1998) fue un actor y presentador televisivo estadounidense, conocido por su trabajo al frente del programa infantil Howdy Doody.

## Biografía
Tras estudiar en la City Honors School de Búfalo, Smith se inició en la radio como cantante y músico, actuando en numerosos primeros shows de la época antes de darse a conocer a nivel nacional por su participación en el Howdy Doody Show. El episodio final del programa fue emitido por la NBC en 1960. Posteriormente, en 1976, Smith se reunió con el productor del show, Roger Muir, y con varios de los componentes del reparto original a fin de producir un nuevo Howdy Doody diario en redifusión. 
En 1970 y 1971 hizo una gira por diferentes campus colegiales. Los shows, organizados por el productor Burt DuBrow, mezclaban la nostalgia con un humor más contemporáneo. Uno de los espectáculos, de fecha de abril de 1971, fue grabado y lanzado en un LP con el sello "Project 3 Total Sound Stereo" y titulado "Buffalo Bob Smith Live at Bill Graham's Fillmore East". 
Tuvo una residencia veraniega en Princeton, Maine, y tenía buenas relaciones con los residentes de la zona, por lo que de manera ocasional presentaba acontecimientos de carácter local. Además, fue propietario de las emisoras radiofónicas WQDY de Calais y de la WMKR (actual WSYY) de Millinocket, ambas poblaciones localizadas en Maine.
Tras retirarse, Smith fue  a vivir a Carolina del Norte, haciéndose miembro de la Pinecrest Associate Reformed Presbyterian Church (ARP) de Flat Rock (condado de Henderson, Carolina del Norte).
Poco antes de fallecer, el 3 de julio de 1998, Smith hizo una actuación de carácter comercial para promocionar Howdy Doody Entertainment Memorabilia en la QVC. El día 30 de ese mismo mes Buffalo Bob Smith falleció a causa de un cáncer en Hendersonville (Carolina del Norte), tres días antes de suceder la muerte de Shari Lewis, la creadora de la marioneta Lamb Chop. Sus restos fueron incinerados, y las cenizas entregadas a sus allegados.